# Brandweerkazerne van Maastricht

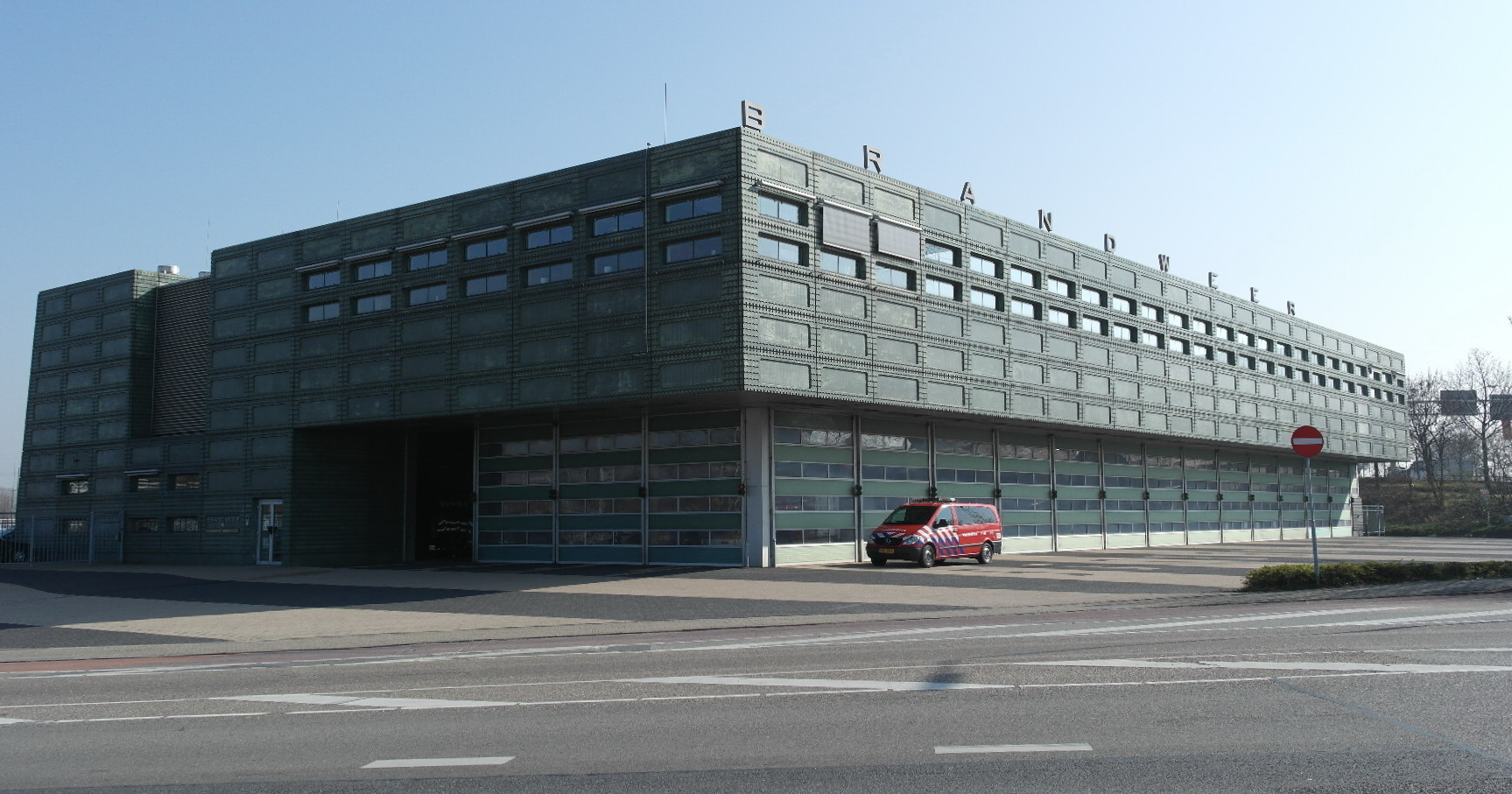
Brandweerkazerne van Maastricht

De brandweerkazerne van Maastricht ligt aan de Willem Alexanderweg in de buurt Limmel in het noordoosten van de Nederlandse gemeente Maastricht.
De kazerne werd in de tweede helft van de jaren 1990 gebouwd naar een ontwerp van het in Rotterdam gevestigde architectenbureau Neutelings Riedijk Architecten. Het gebouw kenmerkt zich door een uitgesproken horizontaliteit, niet alleen door het langgerekte bouwvolume, maar ook door het gebruik van rechthoekige, donkergroene betonpanelen. Deze panelen zijn voorzien van een autobandreliëf, waardoor het beton in combinatie met zijn kleur en glans een rubberachtig uiterlijk heeft. Naast de grote garage en een leefruimte beschikt het gebouw over een dakterras met vijver, die tevens als opslagbassin voor bluswater dienstdoet.
Het gebouw verscheen in diverse naslagwerken en tijdschriften over hedendaagse architectuur. Door het ontwerp van deze brandweerkazerne bewogen Neutelings Riedijk Architecten zich in een traditie, die ingezet werd door de architecte en Pritzker Prizewinnares Zaha Hadid met haar brandweerkazerne op het terrein van meubelfabrikant Vitra in Weil am Rhein.